# Ratsversammlung (Bahrain)
Der Konsultativrat oder die Ratsversammlung (arabisch Madschlis asch-Schura) ist das Oberhaus der Nationalversammlung, der wichtigsten legislativen Körperschaft Bahrains nach dem Königshaus; die faktische gesetzgebende Gewalt liegt jedoch beim Monarchen Hamad bin Isa Al Chalifa.
Der Rat besteht aus 40 Mitgliedern, die direkt vom König Bahrains ernannt werden. Die vierzig Sitze des Konsultativrats bilden zusammen mit den vierzig gewählten Sitzen des Repräsentantenrats die Nationalversammlung. Alle Gesetze (ausgenommen die „königlichen Dekrete“) müssen von beiden Kammern der Versammlung verabschiedet werden. Dies erlaubt es technischen Experten und Minderheitengemeinschaften, eine Rolle im Gesetzgebungsprozess zu haben: so wurden eine christliche und eine jüdische Frau zu Mitgliedern der Ratsversammlung ernannt.
Der Vorsitzende des Konsultativrats fungiert auch als Vorsitzender der Nationalversammlung. Die Legislaturperiode dauert vier Jahre.
Die größte Oppositionsfraktion bildet die Wifak.